# Сокуренко, Надежда Ивановна
Надежда Ивановна Сокуренко (4 января 1933) — управляющая отделением виноградарского совхоза-завода «Зеленый Гай» Вознесенского района Николаевской области, Герой Социалистического Труда (1971).

## Биография
Родилась в селе Чернятин, ныне Жмеринского района Винницкой области.
После окончания 7 классов Чернятинской неполной средней школы поступила на учёбу в Чернятинский плодоовощной техникум, который закончила в 1953 году, получив диплом агронома.
По направлению приехала на работу в виноградарский совхоз-завод «Зеленый Гай» Вознесенского района Николаевской области. В 1966 году окончила Одесский сельскохозяйственный институт по специальности «Агрономия». Прошла трудовой путь от нормировщика до управляющего отделением.
Сейчас на пенсии, но принимает активное участие в общественной жизни района.

## Награды
Указом Президиума Верховного Совета СССР от 26 апреля 1971 года за выдающиеся успехи, достигнутые в выполнении пятилетнего плана развития пищевой промышленности» Сокуренко Надежде Ивановне присвоено звание Героя Социалистического Труда с вручением ордена Ленина и золотой медали «Серп и Молот».